# Trận Yển Lăng
Trận Yển Lăng (chữ Hán:鄢陵之战, Hán Việt: Yển Lăng chi chiến) là trận chiến tranh giành ngôi bá chủ ở Trung Nguyên giữa hai nước Tấn và Sở vào giữa thời Xuân Thu.

## Nguyên nhân chiến tranh
Thời Đông Chu, thế lực của vương thất suy yếu, phải thiên đô về phía đông, các nước chư hầu lớn nổi lên tranh giành nhau quyền minh chủ. Hai nước Tấn và Sở có binh lực hùng mạnh, dùng chính sách lôi kéo được các nước khác về phía mình để nắm giữ quyền bá chủ, xảy ra tranh chấp với nhau trong nhiều năm, trong đó, nước Trịnh nằm giữa Tấn và Sở, trở thành mục tiêu cho cả hai nước này tranh giành ảnh hưởng.
Tháng 2 năm 575 TCN, Sở Cung vương sai công tử Thành lấy ruộng ở Nhữ Âm biếu nước Trịnh để lôi kéo Trịnh bỏ Tấn, gia nhập liên minh với nước mình. Vì vậy nước Trịnh theo Sở, cùng thề với nước Sở. Tấn Lệ công giận dữ, lại họp quân chư hầu đánh Trịnh. Sở Cung vương mang quân cứu Trịnh. Hai bên gặp nhau ở Yển Lăng.

## Chỉ huy và lực lượng
Sử sách không nêu rõ số quân của cả Tấn và Sở trong trận chiến này. Các thủ lĩnh chỉ huy của hai bên được ghi lại ở bảng dưới đây:
| Chỉ huy          | Quân Tấn            | Quân Sở                  |
| ---------------- | ------------------- | ------------------------ |
| Quân chủ         | Tấn Lệ công         | Sở Cộng vương            |
| Quân sư          | Miêu Bí Hoàng       | Bá Châu Lê               |
| Trung quân       | Loan Thư-Sĩ Tiếp    | Công tử Trắc             |
| Thượng (Tả) quân | Khước Kì-Tuân Yển   | Công tử Anh Tề           |
| Hạ (Hữu) quân    | Hàn Quyết-Trí Oanh  | Tử Tấn                   |
| Tân quân         | Khước Thù-Khước Chí | Sở không có đạo Tân quân |

## Diến biến trận chiến

### Chuẩn bị lực lượng
Tấn Lệ công sai Khước Sưu đi sứ nước Vệ và nước Tề xin quân cùng đánh Sở, trong khi đó nước Sở được sự phối hợp từ quân Trịnh và Đông Di.
Quân Sở nhân lúc đêm tối, đem quân áp sát đồn trại của quân Tấn. Tuy nhiên nước Tấn chuẩn bị kĩ lưỡng, không dao động, bình tĩnh chống trả và tập hợp quân ngũ đối phó. Loan Thư truyền cho quân sĩ san bếp lấp giếng, rồi định ngày để giao chiến với quân Sở.

### Kế sách của Miêu Bí Hoàng
Quân sư Miêu Bí Hoàng hiến kế với Tấn Lệ công cho rằng Trung quân của Sở mạnh khó đánh, nhưng hai quân Tả Hữu thì bạc nhược, và khuyên Tấn Lệ công dụ quân Sở tiến công vào trung quân của mình. Tấn Lệ công nghe lời, sai một bộ phận Trung quân đánh vào hai bên tả, hữu của quân nước Sở, kềm kẹp hai đạo này lại. Sau đó, cử đạo Trung quân còn lại phối hợp với hai quân Thượng, Hạ và tân quân bất ngờ đánh vào Trung quân của Sở, chỗ ở của Sở Cung vương. Sở Cung vương thấy quân Tấn đánh bạc nhược, truyền lệnh phản công Trung quân nhưng bị kháng kích. Tướng Tấn là Ngụy Kĩ bắn trúng vào một mắt, Trung quân của Sở phải rút lui.
Cùng lúc đó, quân Tấn tiếp tục tập hợp lực lượng đánh Tả quân và Hữu quân của Sở. Quân Sở thương vong trầm trọng, phải tạm lui để củng cố lực lượng.

### Công tử Trắc tự sát
Quân Sở về đến Hạ Gian, tích cực tập hợp quân chuẩn bị tái chiến vào buổi sáng hôm sau. Sở Cung vương cho triệu Trung Quân tướng Công tử Trắc đến bàn kế hoạch tác chiến nhưng lúc ấy công tử Trắc say rượu không dậy được. Sở Cung vương sợ quân Tấn đến tập kích, bèn quyết định rút lui và ra lệnh tha tội cho Công tử Trắc. Công tử Trắc sau khi tỉnh dậy, biết quân mình đã rút, hổ thẹn vì uống say lỡ quân cơ. Sau đó, Tả quân tướng là công tử Anh Tề vốn có hiềm khích với Trắc, sai người đến bắt Công tử Trắc tự sát. Công tử Trắc xấu hổ, đành phải tự sát.

## Kết quả và ý nghĩa
Trận chiến Yển Lăng đã kết thúc với sự thất bại hoàn toàn của liên quân Sở-Trịnh, củng cố ngôi vị bá chủ chư hầu của nước Tấn.